# Casa de Württemberg
La Casa de Württemberg és una dinastia de l'alta noblesa alemanya que va governar el territori del Württemberg, al sud-oest d'Alemanya, des del segle XI fins a 1918. El nom prové del castell de Wirtemberg, situat prop de Stuttgart, que era la residència original de la família. Aquest nom ha perviscut en el de l'estat federat actual de Baden-Württemberg.

## Història
Els orígens de la família es troben probablement relacionats amb la casa imperial saliana, segons recerques recents, tot i que l'antiga hipòtesi d'una ascendència luxemburguesa sembla poc probable.
Al voltant de 1080, els avantpassats de la Casa de Württemberg s'establiren a la regió de Stuttgart. La construcció del castell de Wirtemberg s'atribueix a Conrad de Beutelsbach, qui vivia a la vall del Rems. Actualment, la pedra d'altar de la capella del castell, consagrada pel bisbe Adalbert II de Worms el 7 de febrer de 1083, es conserva com a testimoni escrit més antic de la Casa de Württemberg.
Cap a la primera meitat del segle XIII, la família va adquirir el títol de comtes i va ampliar els seus dominis mitjançant compres de territoris, com els dels comtes de Tübingen. El 1251, el comte Ulric I es casà amb Mechthild de Baden, aportant Stuttgart als dominis del Württemberg. Després d'una breu divisió territorial el 1442, el ducat es reunificà entre 1482 i 1492.
El 1495, el comte Eberhard V va ser nomenat duc pel rei alemany i futur emperador Maximilià I durant la Dieta de Worms. Posteriorment, el duc Ulric va introduir la Reforma protestant, convertint el Württemberg en un important territori protestant.
Al segle XVIII, amb l'extinció de la línia protestant masculina principal, el govern passà a una branca catòlica amb el duc Carles Alexandre. Tanmateix, la direcció eclesiàstica protestant es mantenia en mans d'un consell format per membres de la noblesa local.

## Reis del Württemberg
El duc Frederic II esdevingué elector el 1803 i rei el 1806 gràcies a les reformes napoleòniques. Els reis posteriors van governar fins al 1918, quan la monarquia es dissolgué després de la Primera Guerra Mundial.
Els reis van ser Frederic I, Guillem I, Carles I i Guillem II

## Residències principals
Entre les residències destacades de la Casa de Württemberg hi ha:
- El Castell de Wirtemberg (segle XI).
- L'Antic Palau de Stuttgart (segle XIV).
- El Palau de Ludwigsburg, construït entre 1704 i 1733.
- El Palau Nou de Stuttgart, construït entre 1746 i 1807.